# Курие д'Ориан
 Тази статия е за цариградския френски вестник.  За патренския вижте Курие д'Ориан (Патра).  
„Курие д'Ориан“ (на френски: Le Courrier d'Orient – „Куриер на Ориента“) е френскоезичен вестник, излизал в Цариград – столицата на Османската империя, през 1860-те и 1870-те години.

## История
Вестникът играе важна роля в българо-гръцката църковна разпра, като защитава българските позиции по църковния въпрос и след 1871 година на практика е използван от Българската екзархия като неин орган.
Заради пробългарските позиции на вестника, наричан от гърците Курие д'Орианов, той е подложен на бойкот от гръцката общност в града и фалира. След 1878 година издателят му Жан Пиетри получава издръжка от българската държава.